# Мартін Танге
Мартін Танге (нід. Martine Tanghe; 23 листопада 1955, Беллем, Східна Фландрія — 23 липня 2023, Любек, Фландрія) — фламандська журналістка. Багато років була ведучою новин на фламандському громадському телеканалі VRT. Танге відрізнялася чіткою вимовою нідерландською мовою.

## Біографія
Народилася в Беллемі, у Східній Фландрії, але в дитинстві разом з сім'єю переїхала до Біссегема, Західна Фландрія. Навчалася у кортрейкскій школі-інтернаті, де вивчала класичні мови. Її вчитель з голландської/німецької мови Франс Дестооп у 1976—1978 роках працював журналістом тодішнього VRT. Танге вивчала германістику в Левенському католицькому університеті та викладала на літніх курсах нідерландської мови політичним біженцям з Латинської Америки. У грудні 1977 року разом з Лео Стоопсом, Полем Ямберсом, Жефом Ламбрехтом, Геертом ван Істеналем й іншими склала іспит з журналістики VRT. Конкурс тривав з вересня до грудня 1977 року і наприкінці лише 11 із тисяч учасників склали іспит. Танге та Леа Корнеліс були єдиними жінками, які витримали суворий журналістський іспит. 1 лютого 1978 року почала працювати у громадському телеканалі VRT. За кілька місяців замінила телеведучу Монік Дельво у «Журналі» (Het Journaal), першу журналістку в службі новин VRT. На початку її кар'єри Танге поєднувала роботу над репортажами всередині країни та за кордоном з ведучими програми «Журнал» у телестудії.
У 1980-х роках Танге зробила першу перерву в кар'єрі, і вирушила разом з чоловіком у кругосвітню подорож. У 1990 році вона з'явилася в епізоді серіалу «Самсон і Герт» (Samson en Gert), а наприкінці 1991 року знову ненадовго залишила VRT, щоб взяти участь у PR-компанії фламандського парламенту.
Танге знана завдяки своєму захопленню нідерландською мовою і чіткою вимовою нідерландською мовою. Тривалий час працювала в журі Великого диктанту нідерландською мовою (Groot Dictee der Nederlandse Taal), а з 19 грудня 2005 року щороку його читала разом з Філіпом Фреріксом. 2015 року її змінив Фрієк Бракман. З 2009 до 2017 рік була членом правління нідерландського мовного товариства «Наша мова» (Genootschap Onze Taal).
З 2008 до 2011 рік разом з Кобе Ілсеном вела дискусійну передачу «Вольт». 2010 року передача виграла AIB Media Excellence Awards за гумористичні рекламні ролики.
Наприкінці 2011 року Танге діагностували рак грудей. Журналістка перестала з'являтися на телеекрані з 4 листопада 2011 року та довго не могла займатися своєю професійною діяльністю через реабілітацію після операції. У грудні 2011 року не змогла прочитати Великий диктант нідерландською мовою, її замінив Філіп Фрерікс. Вона повернулася на телебачення 3 вересня 2012 року, як ведуча передвиборчих передач місцевих виборів, призначених на 14 жовтня. З 1995 року підтримувала рух Боротьби з раком (Kom Op Tegen Kanker), а пізніше стала однією з головних фігур цієї кампанії. 2007 року з'явилася на плакаті, на якому закликала робити скринінг на рак грудей.
2 березня 2013 року на церемонії «Фламандські телевізійні зірки 2013» отримала нагороду як «Найкраща ведуча минулого року». Того ж вечора телепрограма «Журнал» отримала нагороду як «Найкраща програма новин».
2018 року вперше озвучила анімаційний фільм: персонажа мера Макгеркл (McGerkle) у фільмі «Як Ґрінч украв Різдво». 2019 року озвучила ведучу новин нідерландської версії фільму «Луїс і Лука: Місія на Місяць».
28 грудня 2020 року, 20 днів після останнього випуску новин і виходу на пенсію, Танге востаннє була ведучою підсумкового випуску новин на VRT.

## Пенсія
Була ведучою «Журналу» протягом 42 років. 23 листопада 2020 року Мартін Танге виповнилася 65 років. Через пенсійний вік вона більше не могла працювати на каналі VRT. 30 листопада 2020 року вона востаннє о 7 годині вечора представила «Журнал» на каналі Een. Вона попрощалася словами, які частково стосуються пандемії COVID-19: «Дякую, що були з нами, я за вами сумуватиму. Будьте обережні, тримайтеся. Все буде добре». Її останній випуск завершився прощальним інтерв'ю з Вімом де Вілдером, подяками й отриманням «Великої премії Ян Ваутерс». З 2024 року «Велика премія» була названа на честь Мартін Танге. За кілька днів до цього отримала запрошення на зустріч з королем Бельгії Філіпом I. Частину зустрічі показали у «Журналі». Майже 70 % телеглядачів-фламандців дивилися цей випуск новин, і з трохи більш ніж двома мільйонами глядачів, це став найпопулярніший випуск новин в історії.
У березні 2021 року очолила журі нової фламандської літературної премії «Boon» дитячої та юнацької літератури. З вересня 2022 року була оповідачем в постановці п'єси «Морріс», заснованій на творі Барта Моєрта з музикою Коена Брандта.

## Нагороди
У Фландрії та Нідерландах Мартін Танге отримала кілька нагород за чітку вимову нідерландською мовою.
- Мовну премію Грунмана (Groenman-taalprijs) від голландського фонду LOUT (1995).
- Медіапремію від фонду загальної нідерландської мови (ANV) (2000).
- Нагороду на AIB Media Excellence Awards як «Міжнародна телеперсона року» (2008).
- Премію Ян Ваутерс (2020)[13].
- Премію «Знак пошани Фламандського товариства» (2021).
- 20 липня 2023 року напередодні Національного дня Бельгії і за три дні до смерті, стала командором ордену Корони[16].

## Особисте життя
Була одружена з журналістом телеканалу VRT Йосою ван Гемелрейком, який помер 2019 року. У пари було два сини і дочка, а також четверо онуків. 23 липня 2023 року померла у своєму будинку в Люббеку від раку.